# Малые Дубравы (Новгородская область)
Малые Дубравы — деревня в Солецком муниципальном районе Новгородской области, относится к Горскому сельскому поселению.

## История
Указом Президиума Верховного Совета РСФСР от 03.12.1953 деревня Барские Дубравы переименована в Малые Дубравы.

## Население
| 2010 |
| ---- |
| 1    |